# Coupe d'Égypte de football
 (décembre 2024).
Si vous disposez d'ouvrages ou d'articles de référence ou si vous connaissez des sites web de qualité traitant du thème abordé ici, merci de compléter l'article en donnant les références utiles à sa vérifiabilité et en les liant à la section « Notes et références ».
La Coupe d'Égypte de football est une épreuve ouverte aux clubs professionnels et amateurs égyptiens. C'est la deuxième compétition footballistique de par son importance après la Premier League, sous forme de tournoi à élimination.

## Histoire
La coupe est créée en 1921, le premier club à remporter le titre est Zamalek.

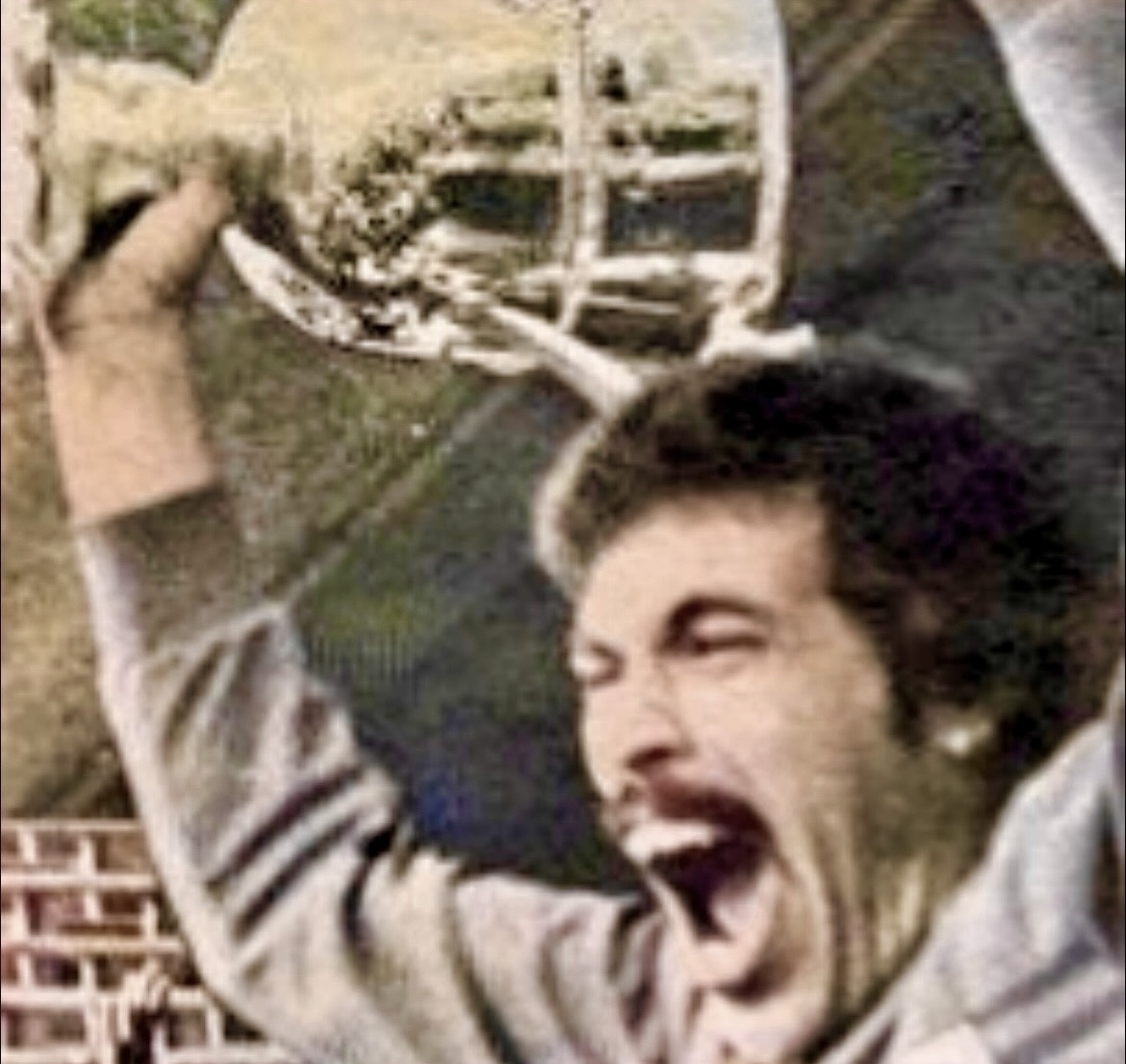
Hassan Shehata célèbre le titre de 1979

La compétition n'a pas lieu de 1968 à 1971 à cause de la guerre des Six Jours, puis en 1973-74 due à la guerre du Kippour. La Coupe ne se joue également pas en 1979-1980, 1981-1982, 1986-87,1993-94 et en 2011-2012.

## Palmarès[1]

### Finales
| N° | Saison    | Vainqueur                                                         | Score                                                             | Finaliste                                                         |
| -- | --------- | ----------------------------------------------------------------- | ----------------------------------------------------------------- | ----------------------------------------------------------------- |
| 1  | 1921-22   | Zamalek SC (1)                                                    | 5-0                                                               | Ittihad Alexandrie                                                |
| 2  | 1922-23   | Al Tersana (1)                                                    | 1-0                                                               | Al Sekka Al Hadid                                                 |
| 3  | 1923-24   | Al Ahly SC (1)                                                    | 4-1                                                               | Al Sekka Al Hadid                                                 |
| 4  | 1924-25   | Al Ahly SC (2)                                                    | 1-1 puis 3-1                                                      | Ittihad Alexandrie                                                |
| 5  | 1925-26   | Ittihad Alexandrie (1)                                            | 2-2 puis 3-2                                                      | Al Ahly SC                                                        |
| 6  | 1926-27   | Al Ahly SC (3)                                                    | 5-0                                                               | Al-Masry Club                                                     |
| 7  | 1927-28   | Al Ahly SC (4)                                                    | 1-0                                                               | Zamalek SC                                                        |
| 8  | 1928-29   | Al Tersana (2)                                                    | 4-1                                                               | Zamalek SC                                                        |
| 9  | 1929-30   | Al Ahly SC (5)                                                    | 1-1                                                               | Al-Masry Club                                                     |
| 10 | 1930-31   | Al Ahly SC (6)                                                    | 4-1                                                               | Zamalek SC                                                        |
| 11 | 1931-32   | Zamalek SC (2)                                                    | 2-1                                                               | Al Ahly SC                                                        |
| 12 | 1932-33   | Al Olympi (1)                                                     | 3-1                                                               | Al Ahly SC                                                        |
| 13 | 1933-34   | Al Olympi (2)                                                     | 1-0                                                               | Zamalek SC                                                        |
| 14 | 1934-35   | Zamalek SC (3)                                                    | 3-0                                                               | Al Ahly                                                           |
| 15 | 1935-36   | Ittihad Alexandrie (2)                                            | 3-1                                                               | Al Sekka Al Hadid                                                 |
| 16 | 1936-37   | Al Ahly SC (7)                                                    | 3-2                                                               | Al Sekka Al Hadid                                                 |
| 17 | 1937-38   | Zamalek SC (4)                                                    | 1-1 puis 1-0                                                      | Al Ahly                                                           |
| 18 | 1938-39   | Al Teram (1)                                                      | 1-1 puis 2-0                                                      | Al Ahly SC                                                        |
| 19 | 1939-40   | Al Ahly SC (8)                                                    | 3-1                                                               | Al Teram                                                          |
| 20 | 1940-41   | Zamalek SC (5)                                                    | 1-0                                                               | Al Ahly SC                                                        |
| 21 | 1941-42   | Al Ahly SC (9)                                                    | 1-0                                                               | Zamalek SC                                                        |
| 22 | 1942-43   | Al Ahly SC (10) & Zamalek SC (6)                                  | 2-2                                                               |                                                                   |
| 23 | 1943-44   | Zamalek SC (7)                                                    | 6-0                                                               | Al Ahly SC                                                        |
| 24 | 1944-45   | Al Ahly SC (11)                                                   | 3-2                                                               | Al-Masry Club                                                     |
| 25 | 1945-46   | Al Ahly SC (12)                                                   | 3-0                                                               | Al Sekka Al Hadid                                                 |
| 26 | 1946-47   | Al Ahly SC (13)                                                   | 2-1                                                               | Al-Masry Club                                                     |
| 27 | 1947-48   | Ittihad Alexandrie (3)                                            | 2-0                                                               | Zamalek SC                                                        |
| 28 | 1948-49   | Al Ahly SC (14)                                                   | 3-1                                                               | Zamalek SC                                                        |
| 29 | 1949-50   | Al Ahly SC (15)                                                   | 6-0                                                               | Al Tersana                                                        |
| 30 | 1950-51   | Al Ahly SC (16)                                                   | 1-0                                                               | Al Sekka Al Hadid                                                 |
| 31 | 1951-52   | Zamalek SC (8)                                                    | 2-0                                                               | Al Ahly SC                                                        |
| 32 | 1952-53   | Al Ahly SC (17)                                                   | 4-1                                                               | Zamalek SC                                                        |
| 33 | 1953-54   | Al Tersana (3)                                                    | 4-1                                                               | Al-Masry Club                                                     |
| 34 | 1954-55   | Zamalek SC (9)                                                    | 2-1                                                               | Ittihad Alexandrie                                                |
| 35 | 1955-56   | Al Ahly SC (18)                                                   | 1-0                                                               | Tersana SC                                                        |
| 36 | 1956-57   | Zamalek SC (10)                                                   | 3-0                                                               | Al-Masry Club                                                     |
| 37 | 1957-58   | Al Ahly SC (19) & Zamalek SC (11)                                 | 0-0 puis 2-2                                                      |                                                                   |
| 38 | 1958-59   | Zamalek SC (12)                                                   | 2-1                                                               | Al Ahly SC                                                        |
| 39 | 1959-60   | Zamalek SC (13)                                                   | 3-2                                                               | Al Olympi                                                         |
| 40 | 1960-61   | Al Ahly SC (20)                                                   | 5-0                                                               | Al Qanah                                                          |
| 41 | 1961-62   | Zamalek SC (14)                                                   | 5-1                                                               | Ittihad Alexandrie                                                |
| 42 | 1962-63   | Ittihad Alexandrie (4)                                            | 3-2                                                               | Zamalek SC                                                        |
| 43 | 1963-64   | Al Quanah (1)                                                     | 2-0                                                               | Al Sekka Al Hadid                                                 |
| 44 | 1964-65   | Al Tersana (4)                                                    | 4-1                                                               | Suez Al Riyadi                                                    |
| 45 | 1965-66   | Al Ahly SC (21)                                                   | 1-0                                                               | Tersana SC                                                        |
| 46 | 1966-67   | Al Tersana (5)                                                    | 1-0                                                               | Al Olympi                                                         |
|    | 1967-1972 | Coupes annulées (guerre des Six Jours)                            | Coupes annulées (guerre des Six Jours)                            | Coupes annulées (guerre des Six Jours)                            |
| 47 | 1972-73   | Ittihad Alexandrie (5)                                            | 2-1                                                               | Al Ahly SC                                                        |
|    | 1973-1974 | Coupe annulé (guerre du Kippour)                                  | Coupe annulé (guerre du Kippour)                                  | Coupe annulé (guerre du Kippour)                                  |
| 48 | 1974-75   | Zamalek SC (15)                                                   | 1-0                                                               | Ghazl El Mahallah                                                 |
| 49 | 1975-76   | Ittihad Alexandrie (6)                                            | 1-0                                                               | Al Ahly SC                                                        |
| 50 | 1976-77   | Zamalek SC (16)                                                   | 3-1                                                               | Ismaily SC                                                        |
| 51 | 1977-78   | Al Ahly SC (22)                                                   | 4-2                                                               | Zamalek SC                                                        |
| 52 | 1978-79   | Zamalek SC (17)                                                   | 3-0                                                               | Ghazl El Mahallah                                                 |
|    | 1979-1980 | Coupe annulée (calendrier)                                        | Coupe annulée (calendrier)                                        | Coupe annulée (calendrier)                                        |
| 53 | 1980-81   | Al Ahly SC (23)                                                   | 1-1 (4-2 t.a.b)                                                   | Al Moqaouloun al-Arab                                             |
|    | 1981-1982 | Coupe arrêtée (conflit entre la fédération égyptienne et Zamalek) | Coupe arrêtée (conflit entre la fédération égyptienne et Zamalek) | Coupe arrêtée (conflit entre la fédération égyptienne et Zamalek) |
| 54 | 1982-83   | Al Ahly SC (24)                                                   | 1-0                                                               | Al-Masry Club                                                     |
| 55 | 1983-84   | Al Ahly SC (25)                                                   | 3-1                                                               | Al-Masry Club                                                     |
| 56 | 1984-85   | Al Ahly SC (26)                                                   | 1-0                                                               | Ismaily SC                                                        |
| 57 | 1985-86   | Al Tersana (6)                                                    | 3-2                                                               | Ghazl El Mahallah                                                 |
|    | 1986-1987 | Coupe annulée (calendrier)                                        | Coupe annulée (calendrier)                                        | Coupe annulée (calendrier)                                        |
| 58 | 1987-88   | Zamalek SC (18)                                                   | 1-0                                                               | Ittihad Alexandrie                                                |
| 59 | 1988-89   | Al Ahly SC (27)                                                   | 3-0                                                               | Al-Masry Club                                                     |
| 60 | 1989-90   | Al Moqaouloun al-Arab (1)                                         | 2-1                                                               | Suez Montakhab                                                    |
| 61 | 1990-91   | Al Ahly SC (28)                                                   | 1-0                                                               | Assouan SC                                                        |
| 62 | 1991-92   | Al Ahly SC (29)                                                   | 2-1                                                               | Zamalek SC                                                        |
| 63 | 1992-93   | Al Ahly SC (30)                                                   | 3-2                                                               | Ghazl El Mahallah                                                 |
|    | 1993-1994 | Coupe annulée (calendrier)                                        | Coupe annulée (calendrier)                                        | Coupe annulée (calendrier)                                        |
| 64 | 1994-95   | Al Moqaouloun al-Arab (2)                                         | 2-0                                                               | Ghazl El Mahallah                                                 |
| 65 | 1995-96   | Al Ahly SC (31)                                                   | 3-1                                                               | Al Mansourah Sporting Club                                        |
| 66 | 1996-97   | Ismaily SC (1)                                                    | 1-0                                                               | Al Ahly SC                                                        |
| 67 | 1997-98   | Al-Masry Club (1)                                                 | 4-3                                                               | Al Moqaouloun al-Arab                                             |
| 68 | 1998-99   | Zamalek SC (19)                                                   | 3-1                                                               | Ismaily SC                                                        |
| 69 | 1999-00   | Ismaily SC (2)                                                    | 4-0                                                               | Al Moqaouloun al-Arab                                             |
| 70 | 2000-01   | Al Ahly SC (32)                                                   | 2-0 (a.p)                                                         | Ghazl El Mahallah                                                 |
| 71 | 2001-02   | Zamalek SC (20)                                                   | 1-0                                                               | Baladiyyat El Mahallah                                            |
| 72 | 2002-03   | Al Ahly SC (33)                                                   | 1-1 (4-3 t.a.b)                                                   | Ismaily SC                                                        |
| 73 | 2003-04   | Al Moqaouloun al-Arab (3)                                         | 2-1                                                               | Al Ahly SC                                                        |
| 74 | 2004-05   | ENPPI Club (1)                                                    | 1-0 (a.p)                                                         | Ittihad Alexandrie                                                |
| 75 | 2005-06   | Al Ahly SC (34)                                                   | 3-0                                                               | Zamalek SC                                                        |
| 76 | 2006-07   | Al Ahly SC (35)                                                   | 4-3                                                               | Zamalek SC                                                        |
| 77 | 2007-08   | Zamalek SC (21)                                                   | 2-1                                                               | ENPPI Club                                                        |
| 78 | 2008-09   | Haras El-Hedood (1)                                               | 1-1 (4-1 t.a.b.)                                                  | ENPPI Club                                                        |
| 79 | 2009-10   | Haras El-Hedood (2)                                               | 1-1 (5-4 t.a.b.)                                                  | Al Ahly SC                                                        |
| 80 | 2010-11   | ENPPI Club (2)                                                    | 2-1                                                               | Zamalek SC                                                        |
|    | 2011-12   | Coupe annulée (drame du stade de Port Said)                       | Coupe annulée (drame du stade de Port Said)                       | Coupe annulée (drame du stade de Port Said)                       |
| 81 | 2012-13   | Zamalek SC (22)                                                   | 3-0                                                               | Wadi Degla SC                                                     |
| 82 | 2013-14   | Zamalek SC (23)                                                   | 1-0                                                               | Smouha SC                                                         |
| 83 | 2014-15   | Zamalek SC (24)                                                   | 2-0                                                               | Al Ahly SC                                                        |
| 84 | 2015-16   | Zamalek SC (25)                                                   | 3-1                                                               | Al Ahly SC                                                        |
| 85 | 2016-17   | Al Ahly SC (36)                                                   | 2-1                                                               | Al Masry                                                          |
| 86 | 2017-18   | Zamalek SC (26)                                                   | 1-1 (5-4 tab)                                                     | Smouha SC                                                         |
| 87 | 2018-19   | Zamalek SC (27)                                                   | 3-0                                                               | Pyramids FC                                                       |
| 88 | 2019-20   | Al Ahly SC (37)                                                   | 1-1 (3-2 tab)                                                     | El Geish                                                          |
| 89 | 2020-21   | Zamalek SC (28)                                                   | 2-1                                                               | Al Ahly SC                                                        |
| 90 | 2021-22   | Al Ahly SC (38)                                                   | 2-1 (a.p)                                                         | Pyramids FC                                                       |
| 91 | 2022-23   | Al Ahly SC (39)                                                   | 2-0                                                               | Zamalek SC                                                        |
| 92 | 2023-24   | Pyramids FC (1)                                                   | 1-0                                                               | ZED FC                                                            |
| 93 | 2024-25   | Zamalek SC (29)                                                   | 1-1 (8-7 tab)                                                     | Pyramids FC                                                       |

## Bilan
| Clubs                 | Titres | Années |
| --------------------- | ------ | --- |
| Al Ahly SC            | 39     | 1924, 1925, 1927, 1928, 1930, 1931, 1937, 1940, 1942, 1943, 1945, 1946, 1947, 1949, 1950, 1951, 1953, 1956, 1958, 1961, 1966, 1978, 1981, 1983, 1985, 1989, 1991, 1992, 1993, 1996, 2001, 2003, 2006, 2007, 2017, 2020, 2022 et 2023 |
| Zamalek SC            | 29     | 1922, 1932, 1935, 1938, 1941, 1943, 1944, 1952, 1955, 1957, 1958, 1959, 1960, 1962, 1975, 1977, 1979, 1988, 1999, 2002, 2008, 2013, 2014, 2015, 2016, 2018, 2019, 2021 et 2025                                                       |
| Ittihad Alexandrie    | 6      | 1926, 1936, 1948, 1963, 1973 et 1976 |
| Al Tersana            | 6      | 1923, 1929, 1954, 1965, 1967 et 1986 |
| Al Moqaouloun al-Arab | 3      | 1990, 1995 et 2004 |
| Haras El-Hedood       | 2      | 2009 et 2010 |
| Ismaily SC            | 2      | 1997 et 2000 |
| Al Olympi             | 2      | 1933, 1934 et 1936 |
| ENPPI Club            | 2      | 2005 et 2011 |
| Al Quanah             | 1      | 1964 |
| Al Teram              | 1      | 1939 |
| Al-Masry Club         | 1      | 1998 |
| Pyramids FC           | 1      | 2024 |